# A caneta é mais poderosa que a espada
"A caneta é mais poderosa que a espada" (em inglês:  The pen is mightier than the sword) é um ditado metonímico indicando que a comunicação, ou em algumas interpretações, o poder administrativo ou defesa de uma imprensa independente, é uma ferramenta mais eficaz do que a violência direta.

## Origem
A sentença (não a ideia, que havia sido expressa de várias formas anteriores) foi cunhada pelo autor inglês Edward Bulwer-Lytton em 1839 para sua peça Richelieu; Or the Conspiracy.